# Georg-VI.-und-Queen-Elizabeth-Denkmal

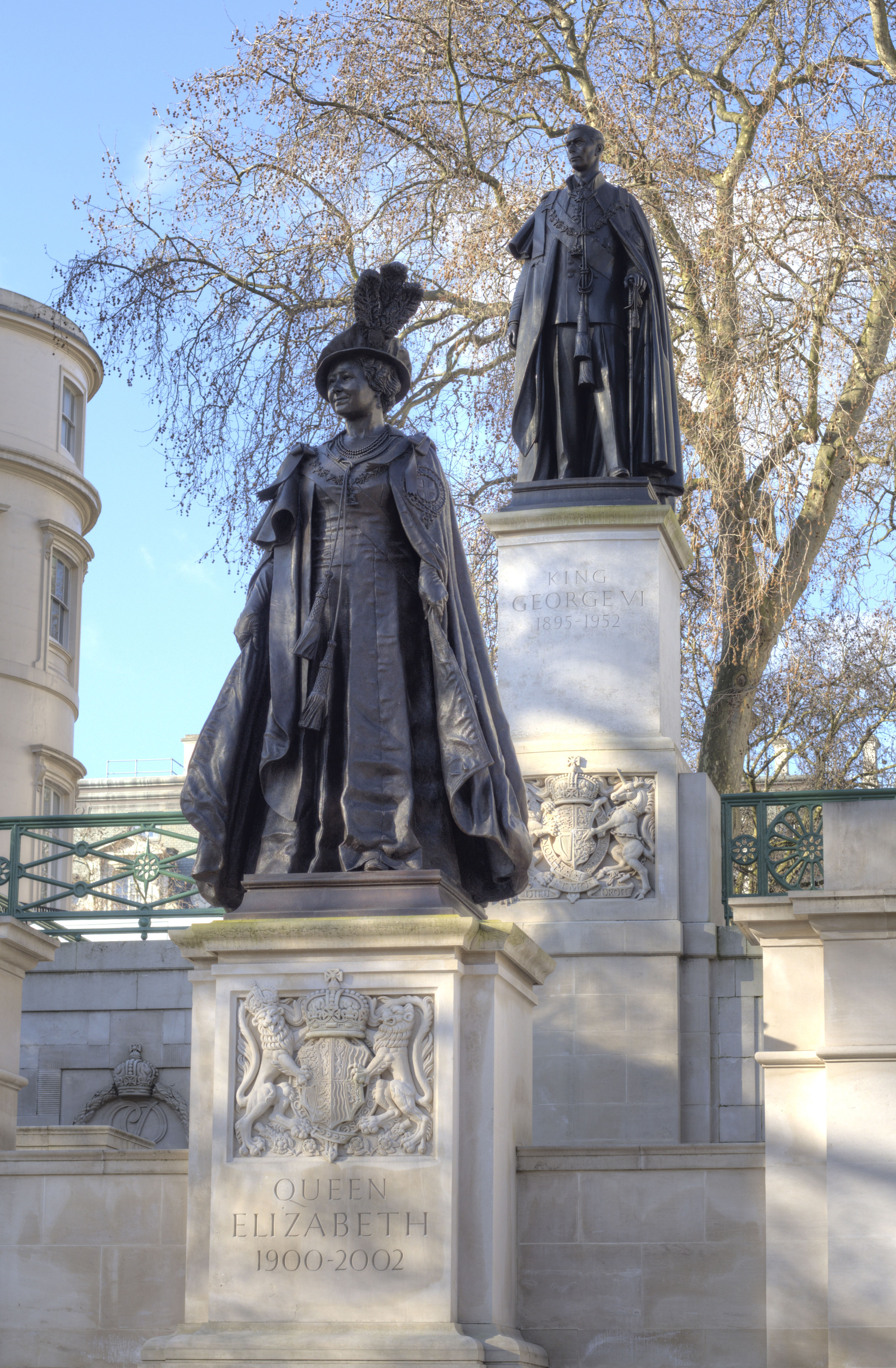
Georg-VI.-und-Queen-Elizabeth-Denkmal

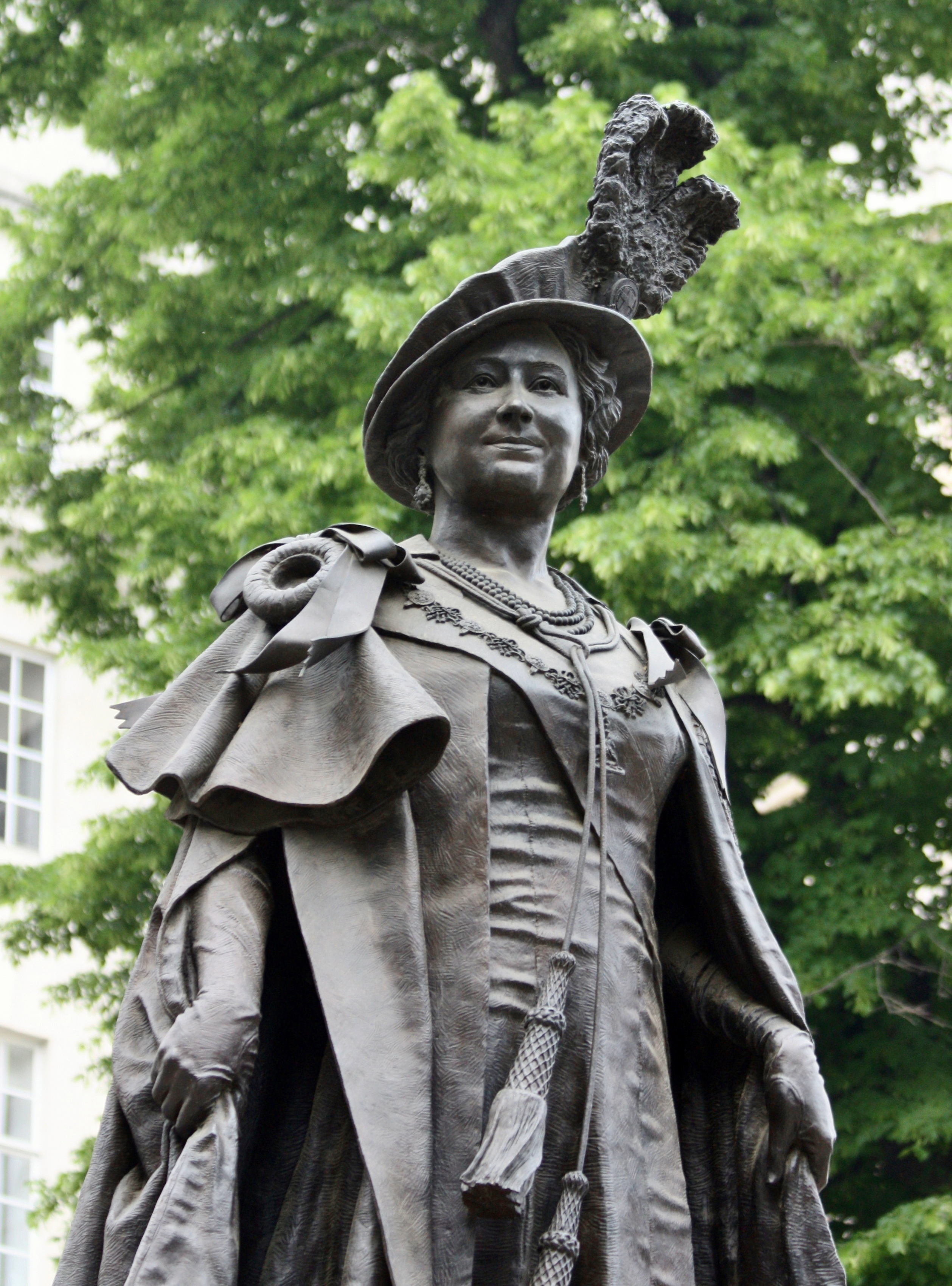
Detail der Skulptur von Elizabeth Bowes-Lyon

Das Georg-VI.-und-Queen-Elizabeth-Denkmal ist ein Denkmal, das Georg VI. (1895–1952), den König des Vereinigten Königreichs Großbritannien und Nordirland und der Dominions und seine Ehefrau Elizabeth Bowes-Lyon (1900–2002) darstellt. Das aus mehreren Teilen bestehende und von verschiedenen Bildhauern und Architekten geschaffene Denkmal befindet sich zwischen der Prachtstraße The Mall und Carlton Gardens in der City of Westminster in London. 

## Geschichte
Die Statue von Georg VI. wurde von dem schottischen Bildhauer William McMillan entworfen und im Jahr 1955 von der amtierenden Königin Elisabeth II., der Tochter von Georg VI. enthüllt. 2009 wurde das Standbild des Königs ein Bestandteil der Neustrukturierung der Denkmalsanlage. Die architektonische Gestaltung führte Louis de Soissons durch. Im Rahmen der Neustrukturierung der Denkmalsanlage wurde eine Statue von Elizabeth Bowes-Lyon hinzugefügt, die der britische Bildhauer Philip Jackson geschaffen hatte. Außerdem wurden Bronzereliefskulpturen im Fries der Anlage eingebaut, die von Paul Day geschaffen wurden und in ein von den Architekten Donald Buttress und Donald Insall gestaltetes Konzept eingefügt wurden. Der fertige Denkmalskomplex wurde am 24. Februar 2009 von Elisabeth II. im Beisein weiterer Mitglieder der königlichen Familie sowie des Premierministers Gordon Brown eröffnet.

## Beschreibung

### Skulptur Georg VI.
Die von dem Bildhauer William McMillan entworfene, ca. 2,8 Meter hohe Bronzestatue zeigt den König in einer Marineuniform gekleidet. Er steht auf einem Sockel aus Portland-Stein, in den auf der Vorderseite das Wappen des Vereinigten Königreichs eingraviert ist.
Die Statue wurde am 9. Januar 1970 unter der Nummer 1066350 in die National Heritage List for England in der Kategorie Grade II building aufgenommen.

### Skulptur Elizabeth Bowes-Lyon
Unterhalb der Bronzestatue von König Georg VI. wurde die Statue seiner Ehefrau Elizabeth Bowes-Lyon aufgestellt. Die ca. 2,5 Meter hohe, von dem Bildhauer Philip Jackson gefertigte Statue zeigt die Königinmutter als Witwe im Alter von 51 Jahren. Sie trägt ein elegantes, langes Kleid (full garter robes) und darüber einen offenen Mantel. Den Kopf schmückt ein Hut mit drei großen Federn. Das Denkmal kostete 2 Millionen Pfund und wurde durch die Erlöse einer 5-Pfund-Sondermünze finanziert, die zu Ehren ihres 80. Geburtstages ausgegeben wurde. Elizabeth steht auf einem Sockel aus Portland-Stein, in den auf der Vorderseite das Königliche Wappen der Elizabeth Bowes-Lyon eingraviert ist.
Eine Reprise der Statue von Elizabeth Bowes-Lyon wurde 2016 von Königin Elisabeth II. in Poundbury enthüllt.

### Fries
Rechts und links vor dem Standbild der Queen sind Bronzereliefs in den Fries eingesetzt. Sie zeigen Szenen aus dem offiziellen sowie dem privaten Leben des Königspaares, beispielsweise Gespräche mit Kriegsveteranen und vom Krieg gezeichneten Bürgern. Elizabeth, im Volksmund Queen Mum genannt, wird außerdem beim Besuch eines Pferderennens sowie im Beisammensein mit ihren Hunden dargestellt.

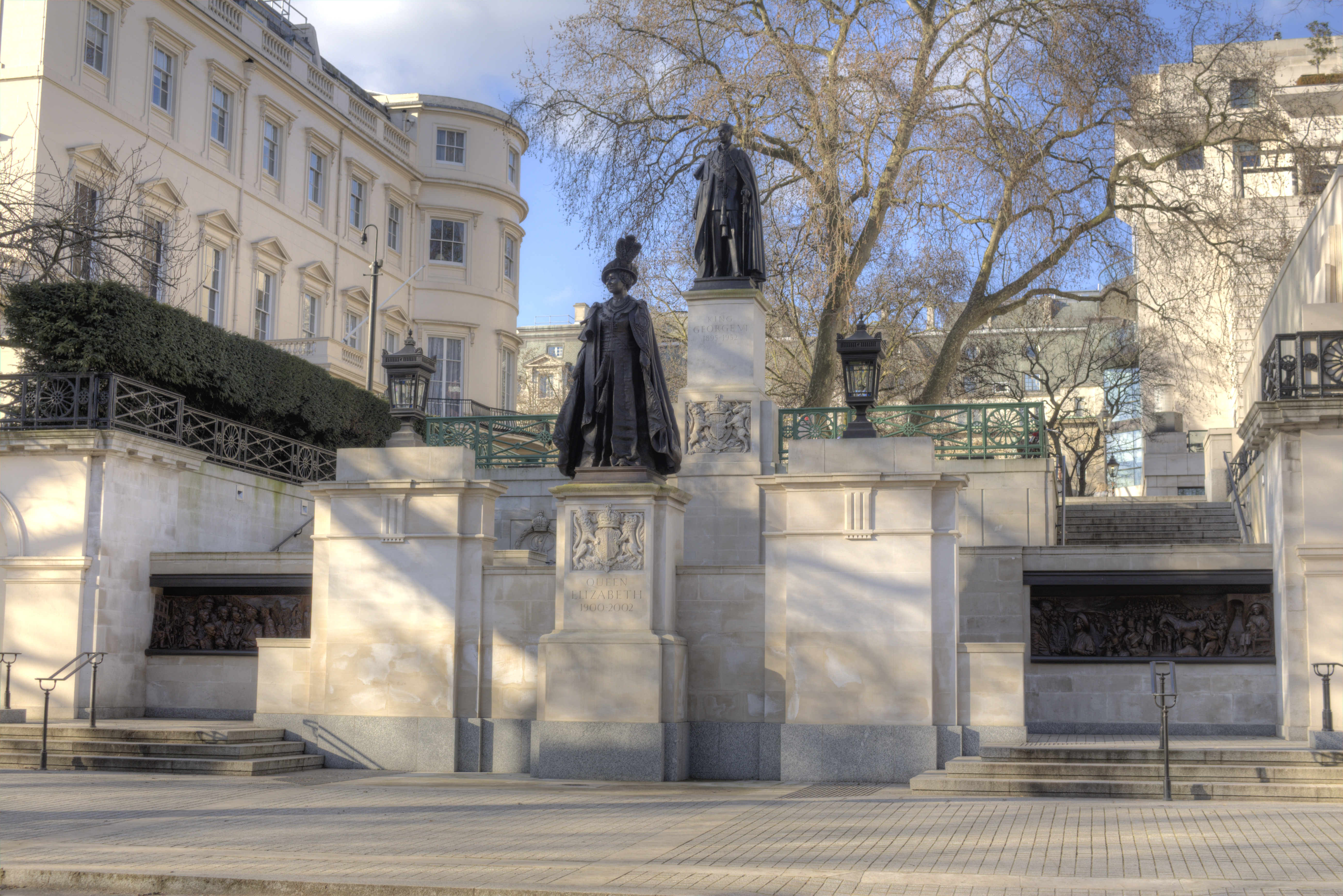
Gesamtansicht des Denkmals
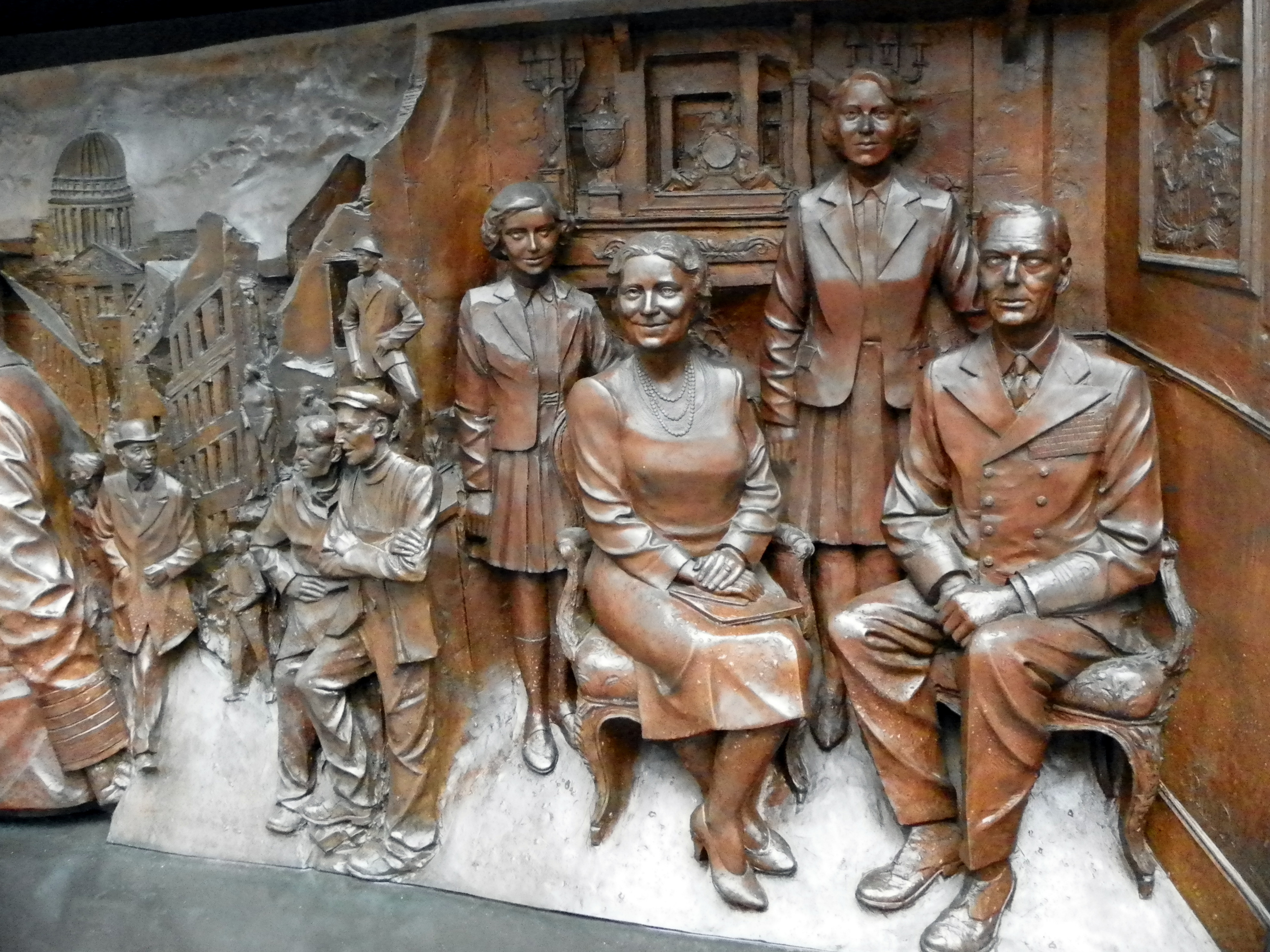
Elizabeth und Georg VI. im Vordergrund sowie dahinter Prinzessin Margaret und Prinzessin Elisabeth, die spätere Königin Elisabeth II.
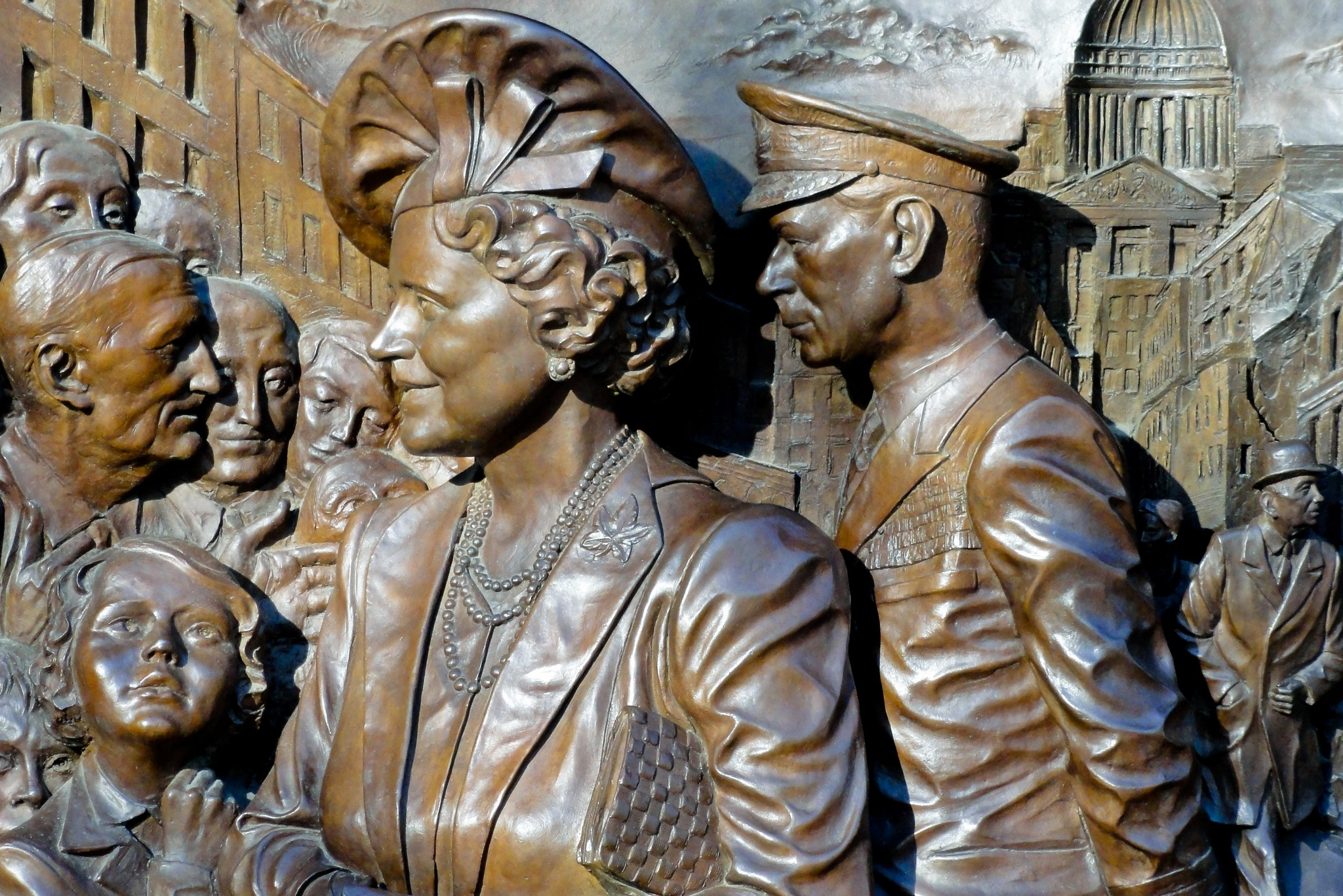
Das Königspaar im Gespräch mit vom The Blitz gezeichneten Bürgern
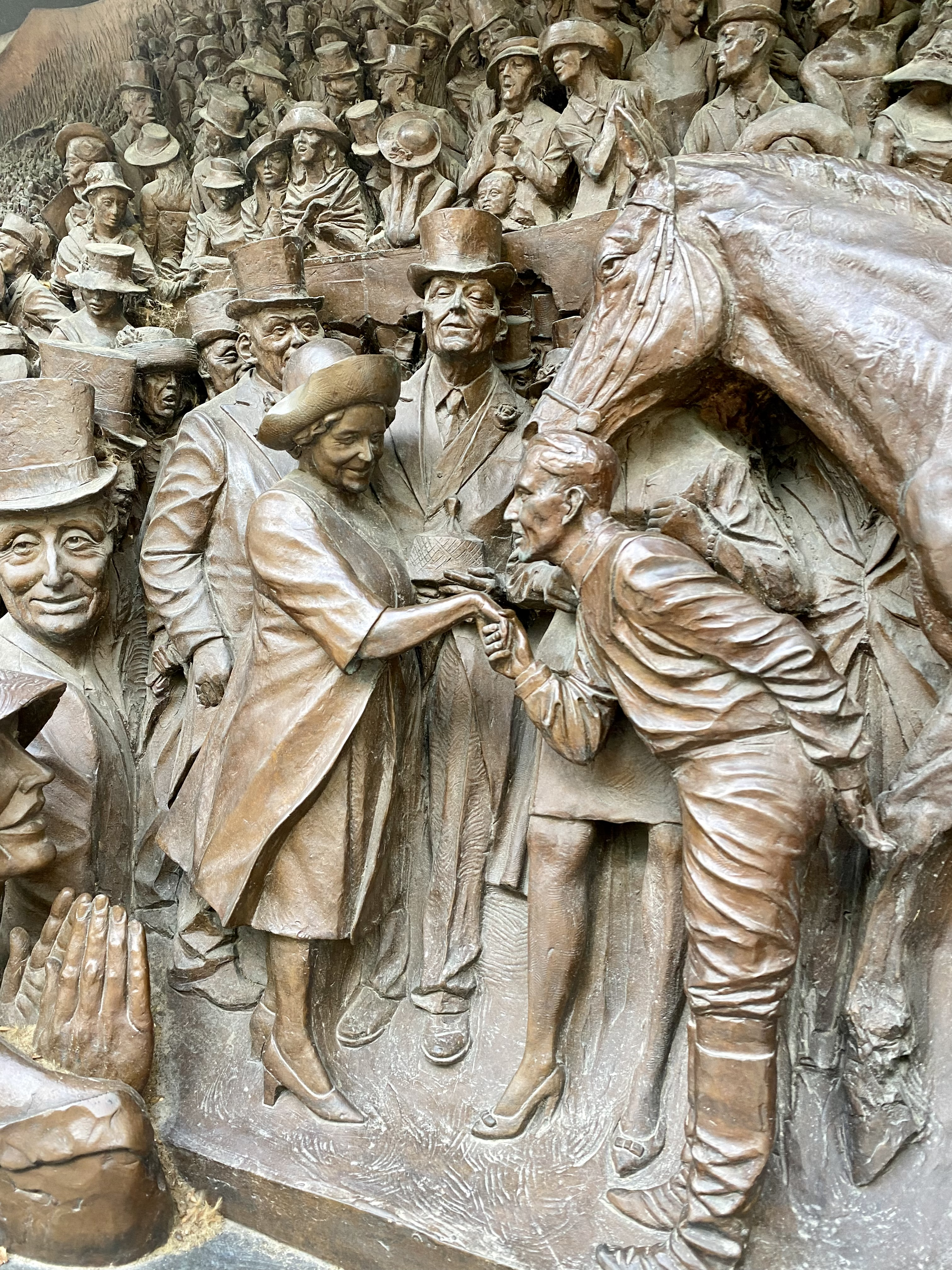
Elizabeth beim Pferderennen
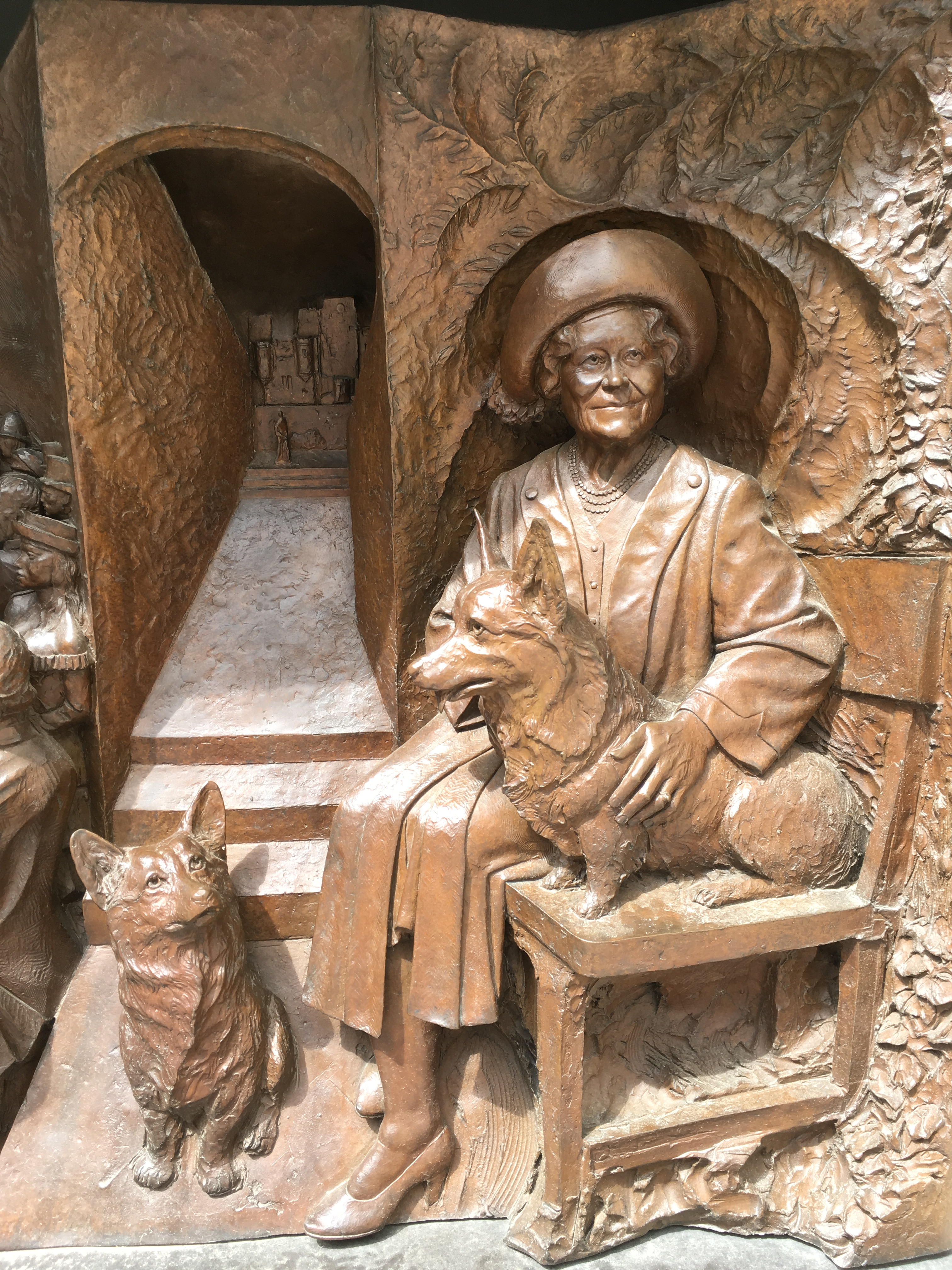
Elizabeth mit ihren Corgis